# Polia albilinea
Polia albilinea är en fjärilsart som beskrevs av Barend J. Lempke 1940. Polia albilinea ingår i släktet Polia och familjen nattflyn. Inga underarter finns listade i Catalogue of Life.